# Награда „Тодор Манојловић”
Награда „Тодор Манојловић” је награда за модерни уметнички сензибилитет. Награду додељује Фонд „Тодор Манојловић”, који је установила Градска народна библиотека „Жарко Зрењанин” из Зрењанина 1991. године. Награда се додељује ствараоцима из различитих области уметности чије дело остварује аутентичну, провокативну и природну сагласност са бићем и стваралаштвом Тодора Манојловића.

## Историјат
Фонд „Тодор Манојловић” свој рад и ангажман отпочео је 21. јуна 1991. године са циљем прикупљања књижевне заоставштине, проучавања, објављивања, популарисања дела и чувања имена Тодора Манојловића, имајући у виду значај његовог дела и његових утицаја. Фонд је установио награду под називом „Награда за модерни уметнички сензибилитет”, која је профилисана у једну од водећих награда у Србији. О лауреатима одлучује Управни одбор Фонда, уз активно учешће претходних добитника Награде и ангажман запослених у Градској народној библиотеци „Жарко Зрењанин”. 
Име добитника Награде објављује се, углавном, 17. фебруара, на дан рођења Тодора Манојловића. Награда се, према договору са лауреатом, додељује у барокној сали Градске куће у Зрењанину. 
Награда се састоји од новчаног износа, повеље и објављивања књиге лауреата награде у Библиотеци „Феникс” у оквиру издавачке делатности Градске народне библиотеке „Жарко Зрењанин”.
Управни одбор Фонда чине: Ненад Шапоња (председник), Гојко Тешић, Васа Павковић, Милан Бјелогрлић и Петар Арбутина.

## Добитници
- за 1992 — Миодраг Павловић
- за 1993 — Милорад Павић
- за 1994 — Миодраг Б. Протић
- за 1995 — Ђорђе Балашевић
- за 1996 — Душан Ковачевић
- за 1997 — Марина Абрамовић
- за 1998 — Мирољуб Тодоровић
- за 1999 — Момо Капор
- за 2000 — Павле Угринов
- за 2001 — Јован Христић
- за 2002 — Јовица Аћин
- за 2003 — Вида Огњеновић
- за 2004 — Мирослав Јосић Вишњић
- за 2005 — Радован Вучковић
- за 2006 — Ото Толнаи
- за 2007 — Мухарем Первић
- за 2008 — Милена Марковић
- за 2009 — Желимир Жилник
- за 2010 — Милета Продановић
- за 2011 — Александар Зограф
- за 2012 — Ласло Вегел
- за 2013 — Слободан Тишма
- за 2014 — Фестивал „Дезире”[2]
- за 2015 — Давид Албахари[3]
- за 2016 — Исидора Жебељан
- за 2017 — Сава Дамјанов[4]
- за 2018 — Владан Радовановић[5]
- за 2019 — Радивој Шајтинац[6]
- за 2020 — Владимир Пиштало[7]
- за 2021 — Славко Гордић[1]
- за 2022 — Светислав Басара[8]
- за 2023 — Фрања Петриновић[9]

## Библиотека „Феникс”
1. Миодраг Павловић, Улазак у Кремону, 1995.
2. Милорад Павић, Летећи храм, 1995.
3. Миодраг Б. Протић, Отмица Европе: ликовни есеји и студије, 1995.
4. Ђорђe Балашевић, Додир свиле; песме које су отпевале своје, 1996.
5. Душан Ковачевић, Свети Георгије убива Аждаху, 1997.
6. Мирољуб Тодоровић, Рецепт за запаљење јетре, 1999.
7. Момо Капор, Сарајевске приче, 2000.
8. Павле Угринов, Створ – понор, 2001.
9. Јован Христић, О трагању за позориштем, 2002.
10. Јовица Аћин, Дуге сенке кратких сенки, 2003.
11. Вида Огњеновић, Путовање у путопис, 2004.
12. Мирослав Јосић Вишњић, Хиљаду и једна реч, 2005.
13. Радован Вучковић, Војвођанска књижевна авангарда, 2006.
14. Ото Толнаи, Песник од свињске масти, 2007.
15. Милена Марковић, Шума блиста: драме, 2009.
16. Мухарем Первић, Дође ми да полудим, 2010.
17. Милета Продановић, Транзициона галантерија, 2011.
18. Александар Зограф, Двапут наопачке, 2012.
19. Ласло Вегел, Исписивање времена, у међувремену. 2, 2013.
20. Слободан Тишма, Велике мисли малог Тишме, 2014.
21. Давид Албахари, Нове мале приче, 2016.
22. Сава Дамјанов, Also sprach Дамјанов, 2019.
23. Владан Радовановић, Међу бићем и небићем, 2019.
24. Радивој Шајтинац, Авети атара, 2020.
25. Владимир Пиштало, Tesla, a portrait with masks, 2021.
26. Славко Гордић, Подсећања и наговори, 2022.
27. Светислав Басара, Феномени: препис спаљене књиге, 2023.